# Скумрии
Скумриите (Scomber) са род актиноптери от семейство Скумриеви (Scombridae).
Таксонът е описан за пръв път от Карл Линей през 1758 година.

## Видове
- Scomber australasicus – Австралийска скумрия
- Scomber colias – Африканска скумрия
- Scomber indicus
- Scomber japonicus – Атлантическо-средиземноморска скумрия
- Scomber scombrus – Скумрия